# 無莖黃鵪菜
无茎黄鹤菜（学名：Youngia simulatrix）为菊科黄鹌菜属下的一个种。

## 扩展阅读
- 維基物種上的相關：无茎黄鹤菜